# DaDaDam
DaDaDam – ósmy studyjny album muzyczny polskiej grupy rockowej Perfect. Na rynku ukazał się 9 czerwca 2014 nakładem Agencji Muzycznej Polskiego Radia. Singlem promocyjnym albumu był utwór „Wszystko ma swój czas”, który zadebiutował na liście przebojów w radiowej „Trójce” 9 maja 2014 (notowanie 1684). Patronat nad albumem objęły dwa programy Polskiego Radia – PR I oraz PR III. 27 czerwca 2014 album uzyskał certyfikat złotej płyty. 8 marca 2015 roku, podczas koncertu „Niepokonani. 35-lecie Perfectu” na antenie telewizji Polsat, prezes zarządu Związku Producentów Audio-Video Andrzej Puczyński wręczył członkom zespołu platynową płytę za ten album.

## Lista utworów
Opracowano na podstawie materiału źródłowego.
| 1.  | „Wszystko ma swój czas”                                                     | 3:55  |
|     | - sł. Jacek Cygan, muz. Dariusz Kozakiewicz[6]                              |       |
| 2.  | „Znowu plaża”                                                               | 3:28  |
|     | - sł. Jacek Cygan, muz. Dariusz Kozakiewicz, Sebastian Piekarek[7]          |       |
| 3.  | „Droga bez łez”                                                             | 5:22  |
|     | - sł. Robert Gawliński, muz. Dariusz Kozakiewicz, Piotr Urbanek[8]          |       |
| 4.  | „Express” (gościnnie: Marcin Koczot)                                        | 4:25  |
|     | - sł. Bogdan Loebl, muz. Grzegorz Markowski[9]                              |       |
| 5.  | „Takie to przebudzenie”                                                     | 5:33  |
|     | - sł. Wojciech Waglewski, muz. Piotr Urbanek, Dariusz Kozakiewicz[10]       |       |
| 6.  | „Nigdy dość”                                                                | 6:03  |
|     | - sł. Wojciech Waglewski, muz. Dariusz Kozakiewicz, Sebastian Piekarek[11]  |       |
| 7.  | „Dla kogo”                                                                  | 4:38  |
|     | - sł. Bogdan Loebl, muz. Grzegorz Markowski[12]                             |       |
| 8.  | „Speedy Tune”[a]                                                            | 5:30  |
|     | - muz. Dariusz Kozakiewicz[13]                                              |       |
| 9.  | „Przebudzanka”                                                              | 3:51  |
|     | - sł. Andrzej Mogielnicki, muz. Dariusz Kozakiewicz, Sebastian Piekarek[14] |       |
| 10. | „Odnawiam dusze”                                                            | 3:17  |
|     | - sł. Jacek Cygan, muz. Dariusz Kozakiewicz[15]                             |       |
| 11. | „Żyję tak jak chcę”                                                         | 6:17  |
|     | - sł. Wojciech Waglewski, muz. Dariusz Kozakiewicz[16]                      |       |
| 12. | „Strażak” (gościnnie: Orkiestra dęta OSP Wilamowice)[17]                    | 2:37  |
|     | - sł. Wojciech Waglewski, muz. Dariusz Kozakiewicz[18]                      |       |
|     |                                                                             | 54:56 |
|     |                                                                             |       |